# Потебня Олександр Опанасович
Олекса́ндр Опана́сович Потебня́ (10 (22) вересня 1835, хутір Манів, поблизу села Гаврилівки Роменського повіту Полтавської губернії (тепер село Гаврилівка Роменського району Сумської області) — 29 листопада (11 грудня) 1891, Харків) — видатний український мовознавець, філософ, фольклорист, етнограф, літературознавець, педагог, громадський діяч, доктор філології, професор, член-кореспондент Петербурзької академії наук з 1875 р., член багатьох (у тому числі зарубіжних) наукових товариств. Лауреат Уваровської премії.
Брат військового та політичного діяча Андрія Потебні. Батько українського ботаніка Андрія Потебні та українського електротехніка Олександра Потебні.

## Життєпис

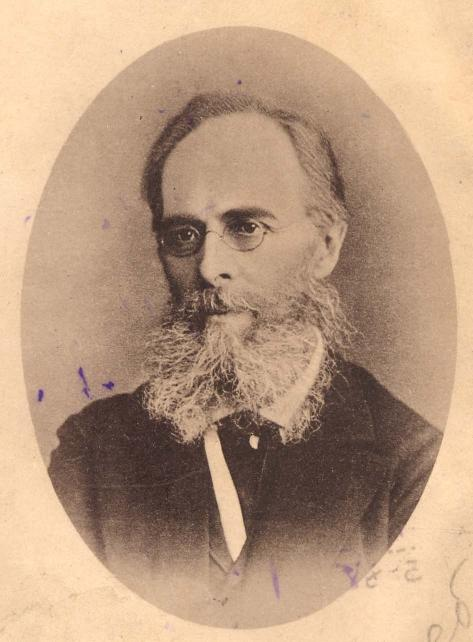
Олександр Потебня

Народився у небагатій шляхетській родині Роменського повіту Полтавської губернії. Атмосфера, що панувала в сім'ї колишнього офіцера, а згодом службовця, ще з юних літ сприяла серйозному захопленню хлопця поглибленим вивченням мов, історії, літератури.
Навчався у Радомській гімназії, у Царстві Польському, де його дядько по матері був учителем. Там вивчав польську, а у домі свого дядька — німецьку мови.
Неповних 16-ти років вступив до Харківського університету на юридичний факультет. Наступного року перейшов на історико-філологічний факультет. Закінчив його 1856 р. Подав дисертацію за темою «Перші роки війни Хмельницького» з використанням літопису Самійла Величка та народних пісень.
За відсутності вільних вчительських місць його призначили кімнатним наглядачем до 1-ї Харківської гімназії. Через півроку залишив посаду і, за порадою Петра Лавровського, готувався до магістерського екзамену зі слов'янської філології.
Після складання іспиту його залишили при університеті. Від 1861 р. — ад'юнкт Харківського університету з правом викладання історії російської мови.
1861 року захистив магістерську роботу («О некоторых символах в славянской народной поэзии»), 1874-го — докторську дисертацію («Записки о русской грамматике»). 
3 серпня 1862 р. до серпня 1863 р. — в закордонному науковому відрядженні (Німеччина, Австрія). Вивчав санскрит у Альберта Вебера. Самовільно повернувся до Харкова.
Після повернення — доцент кафедри слов'янського мовознавства і секретар історико-філологічного факультету, від 1875 р. екстраординарний, згодом — ординарний професор кафедри російської мови і словесності Харківського університету. Член-кореспондент Імператорської Петербурзької АН (1875 рік).
Один із засновників Харківської громади, Харківського історико-філологічного товариства (був його головою у 1877–1890 рр.). Основоположник так званого психологічного напряму в слов'янському мовознавстві. Ім'ям О. Потебні назвали Інститут мовознавства НАН України (1945 рік).
Автор праць із загального мовознавства, фонетики, наголосу, граматики, семантики, етимології, діалектології, теорії словесності, фольклору, етнографії, досліджень про походження мови, взаємозв'язок мови й мислення тощо. На його погляди з питань фольклористики і етнографії вплинуло знайомство з талановитим фольклористом Михайлом Ніговським.

### Східнослов'янська філологія
Потебня розглядав питання історії української мови та української діалектології у зв'язку з відповідними аспектами російської мови. Обидві мови вчений вважав нащадками імовірної, однієї, спільної в минулому (давньоруської) мови-предка, які розділилися набагато раніше 12 століття. Відповідно до термінології свого часу називав українську мову малоруським наріччям, а терміном «русский язык» позначав сукупність східнослов'янських мов («Про повноголосся» (1864 рік), «Про звукові особливості руських наріч» (1865 рік), «Замітки про малоруське наріччя» (1871 рік), «До історії звуків руської мови», 1 — 4 (1871–1883 роки), рецензія на працю П. Житецького «Нарис звукової історії малоросійського наріччя» (1878 рік) та ін.).
Філолог Потебня розробив наукове підґрунтя східнослов'янської діалектології як самостійної дисципліни. У працях цієї проблематики він уперше в слов'янській філології систематизував ознаки української мови, за якими вона відрізняється від інших слов'янських мов. Охарактеризував межі поширення її найважливіших діалектичних звукових явищ. З погляду історії розвитку української мови особливе значення мають відкриття т. з. нового ятя та обґрунтування дифтонгічного переходу давньоруських о, е в і у новозакритих складах. Учений постійно цікавився питаннями народності і мови, взаємовідношення націй і мов, народності й особи, дво- і багатомовності, майбутньою долею націй і мов («Думка і мова» (1862), «Мова і народність» (1895 рік), «Про націоналізм» (1905 рік), «Лист до Єлени Штейн» (1927 рік), «Загальна літературна мова і місцеві наріччя» (1962 рік).
Засуджуючи денаціоналізацію, Потебня стверджував, що усі мови мають невичерпні внутрішні можливості для розвитку. У рецензії на збірку «Народні пісні Галицької й Угорської Русі» Я. Головацького (1876) розглянув питання про право української мови на літературну писемну форму. Великою мірою на матеріалах української мови ґрунтується праця Потебні «Із записок з руської граматики» (т. 1—2 (1874), т. З (1899), т. 4 (1941)), у якій дано порівняльно-історичне дослідження граматичної будови і всієї системи східнослов'янських мов у їхніх зв'язках з іншими мовами; мова розглядається у тісному зв'язку з історією народу, з еволюцією людської думки. Такого ж плану і розвідка «Значення множини в руській мові» (1888).

### Словесність

О. О. Потебня. Із записок з теорії словесності (1905)

Значну увагу приділяв психології словесно-художньої творчості («З лекцій з теорії словесності», 1894 рік); («Із записок з теорії словесності», 1905 рік). Потебня є творцем лінгвістичної поетики. Теорія поезії у нього базується на аналогії між поетичним твором і словом. Практичною реалізацією теоретичних поглядів Потебні став його переклад «Одіссеї» українською мовою (уривки, що збереглися, 1905 рік). Дослідженню давньоруських пам'яток він присвятив праці: «Слово о полку Ігоревім. Текст і примітки», «Малоруська народна пісня за списком XVI ст. Текст і примітки» (обидві — 1877 рік). Чималий внесок Потебні у вивчення народної поетичної творчості й етнографії («Про деякі символи в слов'янській народній поезії», 1860 рік; «Про зв'язок деяких уявлень у мові», 1864 рік; «Про міфічне значення деяких обрядів і повір'їв», 1865 рік; «Про долю і споріднені з нею істоти», «Про купальські вогні і споріднені з ними уявлення», обидві — 1867 рік; «Пояснення малоросійських і споріднених народних пісень», т. 1—2, 1883-87 роки). За його редакцією вийшли твори Г. Квітки-Основ'яненка (т. 1—4, 1887—1890 роки), П. Гулака-Артемовського (1888 рік), І. Манжури (1889, 1890 роки). З передмовою Потебні опубліковані «Малоросійські домашні лікувальні порадники XVIII століття» (1890 рік).
Потебні належить думка про потребу видання словника давньої української мови. У листі до Ягича 1887 р., відповідаючи на пропозицію останнього взяти участь у  підготовці видання словника давньої російської мови, яке планував  тоді ще молодий О. О. Шахматов, він писав: «З  огляду на грандіозність завдання, можливо, було  б практичніше виділити в окремий словник південно-західну мову XIV—XVII ст.»
Ім'я Потебні 1945 року надали Інститутові мовознавства НАН України, з 1977 Інститут проводить Потебнянські читання.
1977 у селі Гришиному, де він народився, відкрито музей О. Потебні, встановлено йому пам'ятник.

### Філософія
Якщо загальносвітоглядні засади Потебні складалися спочатку під впливом М. Костомарова і в спілкуванні із громадівцями, то його філософсько-методологічні орієнтири формувалися в руслі гумбольдтівської філософії мови і співзвучні з ідеями Г. Лотце, Й. Ф. Гербарта, Г. Штейнталя та ін. філософів «берлінської школи», випереджаючи концептуальні побудови пізніх гумбольдтіанців (Б. Кроче, К. Фосслера, Е. Сапіра, Л. Шніцлера). Відправною для Потебні була ідея Гумбольдта про мову як діяльність (energeia) духу, про творення думки мовою. Постулюючи найтісніший зв'язок мови і мислення, Потебня показував, що думка виявляє себе через мову, а кожний мовлений акт творчий і несе відбиток неповторності, тож процес спілкування — діалогічний, розуміння завжди передбачає і непорозуміння. Звертаючись до слова-мовлення, Потебня виділяє в ньому зовнішню форму (артикульований звук), зміст (значення, думку) і внутрішню форму (зображення). Ця остання визначається своєрідністю народної (національної) мови із властивою саме їй перспективою бачення, самобутнім світосприйняттям. Якщо зображення (внутрішня форма) корелює з «ближчим» значенням слова, що виникає у свідомості адресанта і адресата, оскільки вони належать до тієї самої спільноти, то «віддалене» особистісне значення слова, будучи семантично розпорошеним, не є однаковим для мовця і слухача. Завдяки цьому формуються нові значення, які з часом стають надбанням цієї спільноти чи людства. Простежування еволюції значень — один із дослідницьких пріоритетів Потебні. Він уважає, що на початкових стадіях становлення думка ще тільки нагромаджує матеріал, необхідний для кристалізації її в поняття, і тому «ще не доросла до слова». Лише коли ця кристалізація стає можливою, з'являється слово, завдяки якому думка знаходить своє вираження у понятті. На вищих рівнях абстрагування слово перестає відповідати потребам думки, обмежує її. Тож мова й мислення не тотожні.
Філософія мови Потебні сформувала підвалини його теоретичного пошуку в галузі поетики й естетики. Це стосується передусім таких його концептів, як розрізнення мови і мовлення, як ізоморфізм слова й твору мистецтва, внутрішньої форми слова і художнього образу. Як і слово, мистецтво виникає не для образного виразу готової думки, а як засіб творення нової думки. Як за допомогою слова не можна передати іншому своєї думки, а можна тільки пробудити в ньому його власну, так не можна її повідомити у творі мистецтва, і тому зміст завершеного твору «розвивається не в мистецтві, а в тих, хто розуміє», хоча й виникає твір як акт самоусвідомлення його творця. Фундаментальним положенням О. Потебні є твердження про те, що мова становить особливу форму людської діяльності. «Мова є засіб не виражати готову думку, а створювати її… вона відображає не світоспоглядання, яке склалося, а діяльність, яка його складає», — стверджував Олександр Опанасович.
Співвідношення в слові образу і значення щоразу інше у міфі, поетичному мисленні й науці — формах мислення, котрі історично чергуються. Водночас, як зауважує І. Фізер, для Потебні це й триєдина семантична можливість вираженнєво-змістових відносин, осмислюваних ним як супутні (за Потебнею, наприклад, міфологічне мислення властиве не якомусь певному часові, «а людям усіх часів, що перебувають на певному ступені розвитку думки»). У міфологічній свідомості образний і понятійний плани мови невіддиференційовані; образ і річ, об'єктивне і суб'єктивне, внутрішнє і зовнішнє ототожнюються. В художньо-поетичному мисленні значення виражає себе в образі, подається через образ. Полісемантичність значень становить специфіку поетичної мови. Науковому мисленню, що звертається до прозової мови, притаманний пріоритет значення над образом. Слово тут стає прозорим у міру втрати внутрішньої форми, тим самим воно прагне урівняти себе з поняттям.

### Мова
Мову Потебня розглядає в контексті культури; у міфі, фольклорі та словесності він бачить похідні від мови моделювальні системи. Тому мову він ставить у ще одне сутнісне відношення — до народу і народності (нації). Мова є породженням і виявом «народного духу», вона ж окреслює національну самостійність спільноти, кодуючи у структурах створеного нею «проміжного» світу особливий національний світогляд. Убачаючи в мові єдино властиві кожній людині та кожній спільноті спосіб і можливість сприймати світ і мислити його, Потебня гостро протестував проти денаціоналізації загалом і деукраїнізації зокрема як духовного і душевного розтління («Язык и народность», 1895). Адже винародовлювання загрожує зникненням витісненої мови, що не може не вести до втрати етнічної самобутності спільноти, оскільки саме мова індивідуалізує як окремі особи, так і національний загал. Крім того, зникнення хоч би однієї мови (а кожна мова є повною, «глибоко відмінною системою прийомів мислення») вело б до втрати загальнолюдською культурою цілої групи зв'язаних саме з нею мисленнєвих процесів, а в результаті заміни «відмінності мов однією загальнолюдською» людство зазнало б «зниження рівня думки». Бо загальнолюдська культура, за Потебнєю, є інтегративним продуктом різних національних культур, існує через їхню взаємодію. Діалог культур створює можливості для асиміляції інокультурних елементів, для саморозвитку і, отже, для поступу світової культури. Тож неприпустимим для П. є створення умов, які унеможливлюють діалог і вільний національний розвиток: від цього втрачає не тільки утискувана спільнота, а й панівна нація. Так осмислює він мовно-культурні аспекти філософії національної ідеї. Торкається він і деяких соціально-філософських її граней. Серед основних напрямів своїх досліджень, крім лінгвістики і словесності, Потебня називає народність (націю). Поняття «націоналізм» він витлумачує як світогляд, для якого природною є національна розмаїтість людства. «Ідея національності здатна сприяти людському поступові, якщо вона стверджує взаємоповагу права народів на самостійне існування та розвиток; коли ж через цю ідею стверджують зверхність однієї спільноти над іншою, то вона набуває реакційного смислу». Рівноправність і взаємоповага є для Потебні модельним варіантом стосунків між націями.

## Вшанування пам'яті
У деяких населених пунктах України існують вулиці, названі на честь Олександра Потебні.

### Основні твори
- О некоторых символах в славянской народной поэзии. — X., 1860;
- Українські пісні, видані коштом О. С. Баліної (1863)[22];
- «Про зв'язок деяких уявлень у мові» (1864);
- О мифическом значении некоторых обрядов и поверий. — X., 1865;
- Заметки о малорусском наречии (1871);
- Малорусская народная песня, по списку XVI века (1877);
- Рец. на сб. «Народные песни Галицкой и Угорской Руси, собранные Я. Ф. Головацким». — СПб., 1880;
- Значения множественного числа в русском языке [Архівовано 22 листопада 2021 у Wayback Machine.] (1888);
- Из записок по русской грамматике. (Ч. 1-2). Изд. 2-е (1888);
- Объяснения малорусских и сродных народных песен. — T. 1. «Веснянки» — Варшава, 1883, T. 2. « Колядки и щедровки» [Архівовано 4 січня 2018 у Wayback Machine.] — Варшава, 1889;
- Мысль и язык. — X., 1892;
- Из записок по русск. грамматике. Т. 1 [Архівовано 22 листопада 2021 у Wayback Machine.] (1874), Т. 2 [Архівовано 22 листопада 2021 у Wayback Machine.] (1874), Т. З, — X., 1899, Т. 4[недоступне посилання]. — М.; Л., 1941;
- Руководство к обучению грамоте, составленное для малорусских воскресных школ (1899);
- Из лекций по теории словесности. — X., 1894 (3-е вид. — X., 1930);
- Из записок по теории словесности. — X., 1905;
- 1. О некоторых символах в славянской народной поэзии ; 2. О связи некоторых представлений в языке ; 3. О Купальских огнях и сродных с ними представлениях ; 4. О доле и сродных с нею существах — Х., 1914
- Потебня А. А. Слово о Полку Игореве: текст и примечания: c доп. из черновых рукописей «О Задонщине» ; Объяснение малорусской песни XVI века / Ал. Аф. Потебня. — 2-е изд. — Харьков: Тип. «Мирный Труд», 1914. — 233, 2 с. [Архівовано 19 вересня 2020 у Wayback Machine.]
- Полное собрание сочинений: Мысль и язык. Т. І. — 1926.
- Ударение. К., 1973;
- Эстетика и поэтика, — M., 1976;
- Естетика і поетика слова. — К., 1985;
- Теоретическая поэтика. — М., 1990;
- Слово и миф. М., 1989;
- Слово о полку Игореве (Текст и примечания) [Архівовано 24 листопада 2016 у Wayback Machine.] (1878);
- Мова. Національність. Денаціоналізація. Статті і фрагменти [Архівовано 9 січня 2019 у Wayback Machine.]. Упорядкування і вст. стаття Ю. Шевельова. Н.-Й., 1992;
- Мысль и язык. К., 1993;
- Полн. собр. трудов: Мысль и язык. Т. І. — М., 1999.

### Переклади українською
- Потебня О. Естетика і поетика слова: збірник / Упоряд., вступ. ст., приміт. І. В. Іваньо, А. І. Колодної; Пер. А. Колодної. — К.: Мистецтво, 1985. — 302 с.
- Потебня О. Думка й мова (фраґменти): Слово Знак Дискурс Антологія світової літературно-критичної думки XX ст, за редакцією Марії Зубрицької — Львів, 1996 — ст.23
- Потебня Олександр. Про купальські вогні та споріднені з ними уявлення / Фольклористичні зошити 2008, Випуск 11. — Інститут культурної антропології, Пер. В. Давидюк. — С. 167—188
- Потебня Олександр. ПОЕТИКА, або х = а < А (Лекції з теорії словесности) / перекладач Андрій Жемаковський. — Апріорі, 2022. — 136 с. — (Споконвічна мудрість) — ISBN 978-617-629-709-3.